# Szilvalikőr (Manet-kép)
A Szilvalikőr (La Prune) Édouard Manet festménye, amely a washingtoni National Gallery of Art gyűjteményének része.
Az 1877 körül készült kép egy kávéházban üldögélő nőt ábrázol. A képet horizontálisan három harmadra választja a fehér-szürke márvány asztallap és a burgundivörös ülés támlája. A nő rózsaszín ruhát és fekete kalapot visel, utóbbi alól kibukkannak tincsei. A távolba néz, ujjai között cigaretta, előtte pohár, amelyben egy szilva ázik barna likőrben. Mögötte faborítás és egy rács látható.
A szórakozóhelyből látható részletek arra mutatnak, hogy Manet a párizsi Café de la Nouvelle-Athénes kávéházban készítette a festményt, ahol gyakran megfordult barátaival, köztük Émile Zolával, Claude Monet-val és Pierre-Auguste Renoirral.
A kép első tulajdonosa Charles Deudon volt, aki 1881 körül Manet-től vásárolta meg. 1914-es halála után felesége örökölte az alkotást, aki 1919-ben Paul Rosenberg műkereskedőnek adta el. Tőle az amerikai befektetési bankár és műgyűjtő, Arthur Sachs vette meg, majd a Knoedler műkereskedő cég révén Paul Mellon tulajdonába került 1961-ben. Tíz évvel később ő ajándékozta a washingtoni szépművészeti múzeumnak.